# Ministerium für Wirtschaft und Finanzen (Italien)

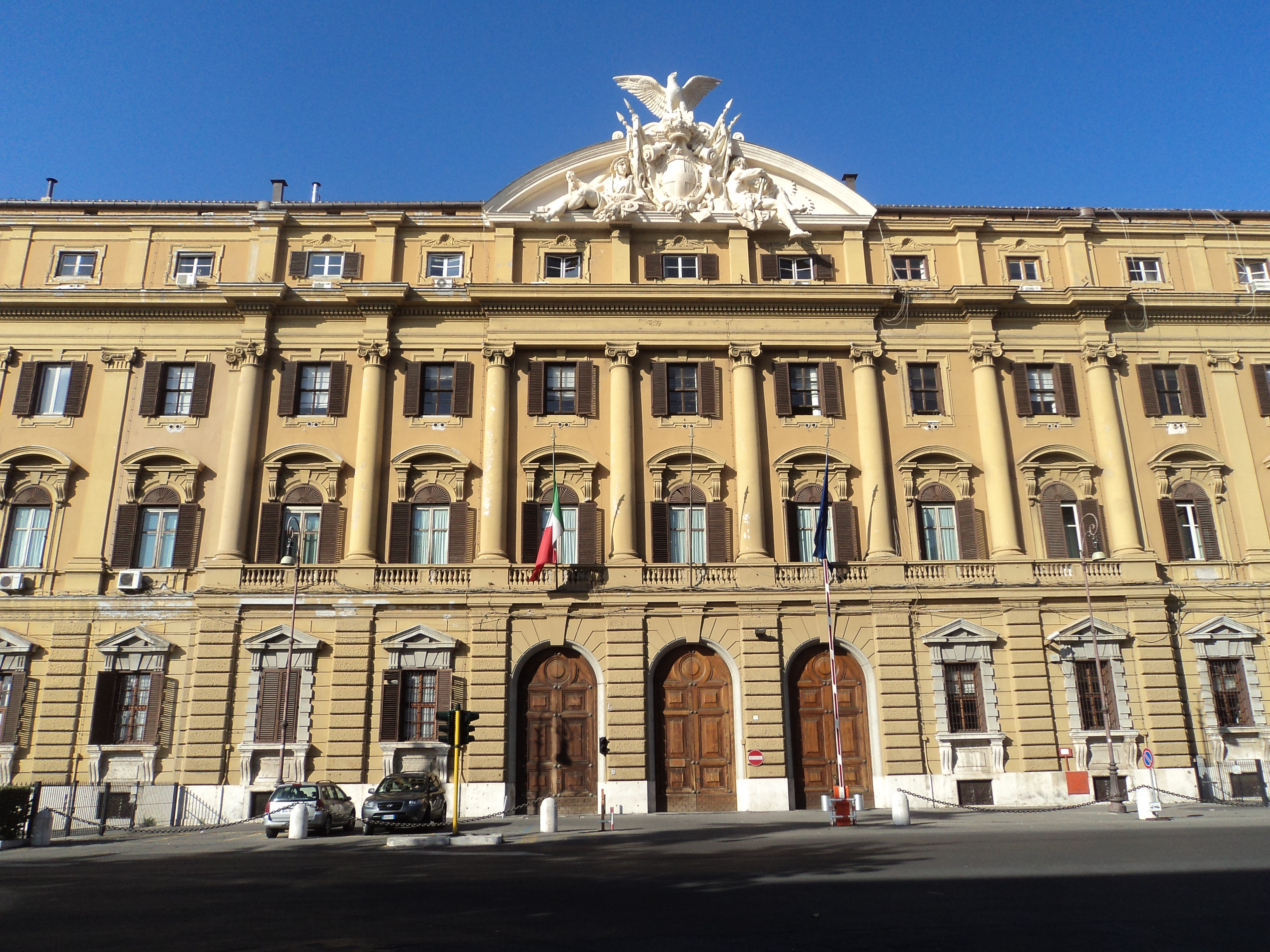
Das Wirtschafts- und Finanzministerium in Rom

Das Ministerium für Wirtschaft und Finanzen (italienisch Ministero dell’Economia e delle Finanze, abgekürzt MEF) ist eines der Ministerien der italienischen Regierung. Zuständig ist es vor allem für die Finanzpolitik Italiens. Das Ministerium hat seinen Sitz im Palazzo delle Finanze an der Via XX Settembre in Rom. Amtierender Wirtschafts- und Finanzminister ist Giancarlo Giorgetti.

## Aufgaben
Das Ministerium ist verantwortlich für die Finanzverwaltung, insbesondere für die Steuer- und Zollverwaltung und den dazugehörigen Vollzugsdienst, für die Haushaltsplanung und das Rechnungswesen, die Finanzbeziehungen zu Regionen, Provinzen, Gemeinden und zur Europäischen Union, für das Vermessungswesen, Staatsbeteiligungen an Wirtschaftsunternehmen sowie für das Vermögens- und Schuldenmanagement.
Daneben gibt es jedoch in Italien noch das Ministerium für Unternehmen und Made in Italy, das in der Vergangenheit unterschiedliche Bezeichnungen hatte (unter anderem „Industrie und Handel“). Dieses Ministerium kümmert sich um alle wirtschaftspolitischen Angelegenheiten, die nicht in die Zuständigkeit des Ministeriums für Wirtschaft und Finanzen fallen.
Das Ministerium für Wirtschaft und Finanzen ist im interministeriellen Ausschuss für Wirtschaftsplanung (Comitato Interministeriale per la Programmazione Economica, CIPE) vertreten, das insbesondere für die Genehmigung von Mitteln für Infrastrukturprojekte von nationalem Interesse zuständig ist. Der jeweilige Wirtschafts- und Finanzminister ist außerdem Mitglied des Obersten Verteidigungsrates Italiens (Consiglio Supremo di Difesa).

## Geschichte

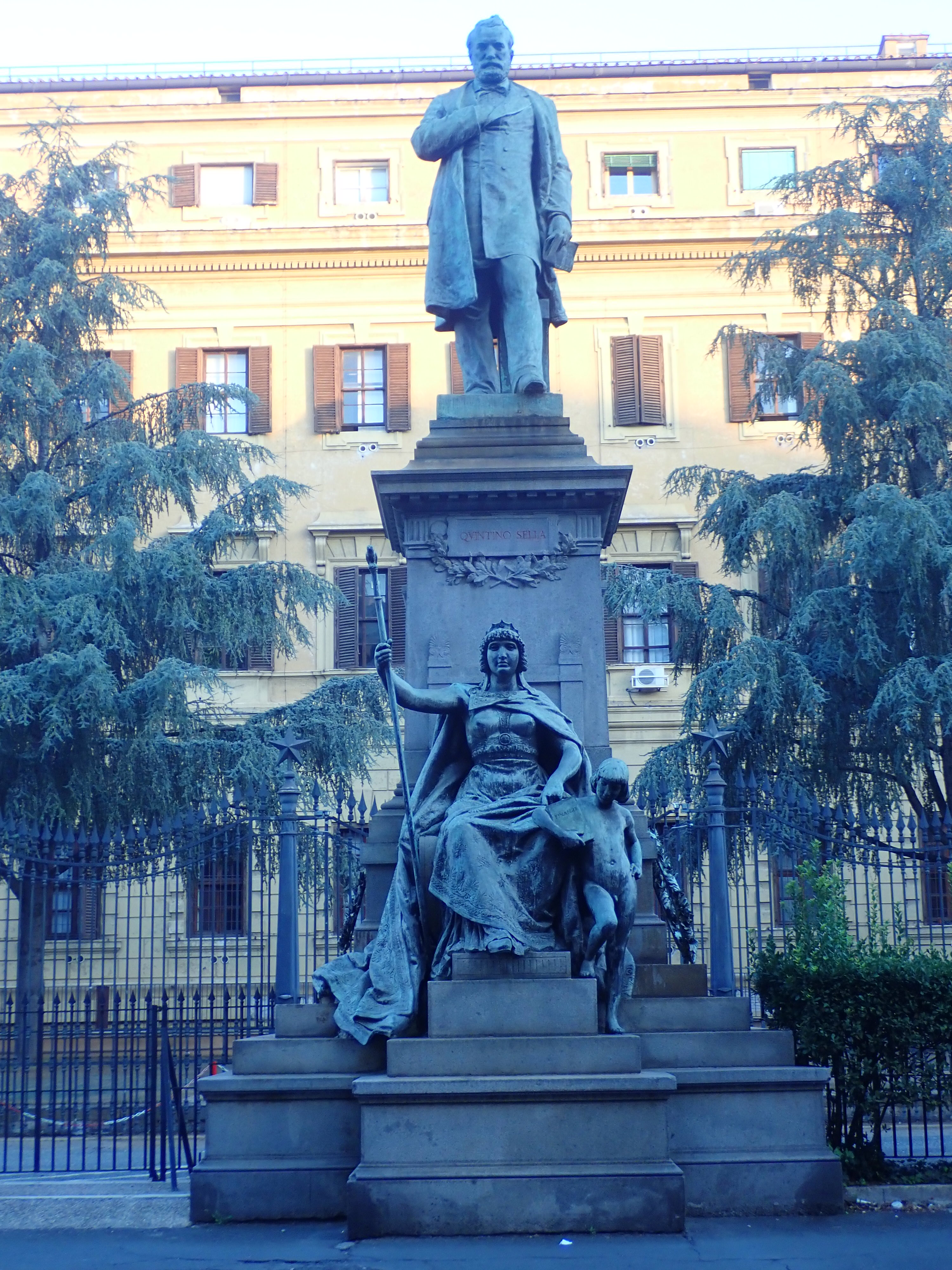
Quintino Sella vor dem Finanzministerium in Rom. Nach der Einigung Italiens sanierte er als Finanzminister die Staatsfinanzen mit drastischen Maßnahmen.

Eine ab 1997 von der damaligen Mitte-links-Regierung eingeleitete Reform der italienischen Ministerialbürokratie (nach dem zuständigen Minister Franco Bassanini als Bassanini-Reform bezeichnet) bildete die Grundlage für die Zusammenlegung und Neuordnung verschiedener Ministerien in Italien. Von 1999 bis 2001 kam es dann zu den tiefgreifenden organisatorischen Reformen, bei denen im Bereich Wirtschaft- und Finanzen mehrere historische Fachministerien fusioniert wurden. Diese waren:
- Ministero delle Finanze – Finanzministerium (bis 2001),
- Ministero del Tesoro – Schatzministerium (1877–2001),
- Ministero del Bilancio e della Programmazione economica – Ministerium für Haushalt und Wirtschaftsplanung (1948–1996),
- Ministero delle Partecipazioni Statali – Ministerium für Staatsbeteiligungen (1957–1993).

Gegen Ende der Reformarbeiten konnte Silvio Berlusconis zweite Regierung nach den gewonnenen Parlamentswahlen im Jahr 2001 das neue Ministerium für Wirtschaft und Finanzen und dessen neue nachgeordnete Behörden offiziell in Dienst stellen.
Die Geschichte des bis 2001 bestehenden Finanzministeriums geht zurück auf das am 30. August 1564 von Emanuel Philibert von Savoyen in Turin errichtete Ufficio Generale delle Finanze, das im Jahr 1801 nach der napoleonischen Besetzung aufgelöst wurde. Im Zug der Restauration entstand es 1814 als Generalato delle Finanze wieder, 1817 wurde es dann in Regio Segretariato di Stato per gli Affari di Finanza („Königliches Staatssekretariat für Finanzangelegenheiten“) umbenannt und somit den anderen Staatssekretariaten gleichgestellt. Nach der Revolution von 1848 und der oktroyierten Verfassung Karl Alberts (Statuto Albertino) wurden die Staatssekretariate in Ministerien umbenannt. Als solches wurde das Finanzministerium in Turin im Zug der Einigung Italiens unter Führung des Königreiches Sardinien-Piemont 1861 italienisch und dehnte seine territoriale Zuständigkeit auf den gesamten neuen Staat aus. 1865 kam es nach Florenz, 1871 dann nach Rom.

## Organisation

### Leitung
Die politische Führung besteht aus dem Minister und mehreren nachgeordneten (parlamentarischen) Staatssekretären, von denen einer (oder zwei) den Status eines Vizeministers hat. Im Gegensatz zu einigen anderen Ministerien sind die Abteilungen zu Hauptabteilungen (Dipartimenti) zusammengefasst. Ministerien ohne Hauptabteilungen haben einen Generalsekretär als Amtschef; diesen gibt es hier nicht. Die entsprechenden Aufgaben werden von den Leitern der Hauptabteilungen übernommen.

### Hauptabteilungen
Das Ministerium gliedert sich in sechs Hauptabteilungen, die für die Steuereinnahme-, Verwaltungs- und Ausgabenpolitik, wirtschaftspolitische Angelegenheiten, organisatorische Angelegenheiten der Finanzgerichtsbarkeit sowie für die ministerielle Verwaltung und zentrale Dienste zuständig sind:
- Hauptabteilung für Finanzen (Dipartimento delle Finanze – DF)[5]
- Hauptabteilung für Schatzangelegenheiten (Dipartimento del Tesoro – DT)[6][7]
- Hauptabteilung Haushalt und Rechnungswesen (Dipartimento della Ragioneria Generale dello Stato – RGS)[8]
- Hauptabteilung für Wirtschaft (Dipartimento dell’Economia – DE)
- Hauptabteilung für die Finanzgerichtsbarkeit (Dipartimento della Giustizia Tributaria – DGT)
- Hauptabteilung für allgemeine Verwaltung, Personal und zentrale Dienste (Dipartimento dell'Amministrazione Generale, del Personale e dei Servizi del Tesoro – DAG)[9]

Das Ministerium hat mehrere Außenstellen auch außerhalb der Stadt. Diese übernehmen überwiegend Verwaltungsaufgaben, es handelt sich nicht um die Finanzämter.

### Finanzagenturen
Zur Erfüllung der Aufgaben des Ministeriums wurden 1999 vier besondere Finanzagenturen gegründet, die zwar der Hauptabteilung für Finanzen politisch unterstehen, jedoch administrativ selbständig sind.
- Agenzia delle Entrate (Agentur für Einnahmen, Finanzbehörde mit den Finanzämtern)
- Agenzia del Territorio (Katasteragentur; am 1. Dezember 2012 von der Agenzia delle Entrate übernommen)
- Agenzia del Demanio (Agentur für staatseigene Immobilien)
- Agenzia delle Dogane (Zollagentur, Zollverwaltung)

### Weitere Einrichtungen
Dem Ministerium sind weitere Einrichtungen zugeordnet:
- Amministrazione Autonoma dei Monopoli di Stato (AAMS), Autonome Verwaltung der Staatsmonopole (in Agenzia delle Dogane integriert)
- Servizio Consultivo ed Ispettivo Tributario, Dienst für Beratung und Steuerinspektionen
- Commissione Tecnica per la Finanza Pubblica, Fachkommission für die öffentlichen Finanzen
- Comitato Permanente per il Coordinamento delle Attività in Materia di Finanza Pubblica, Ständiger Koordinationsausschuss für die Aktivitäten im Bereich Öffentliche Finanzen
- Comitato Permanente di Indirizzo e Coordinamento della Fiscalità, Ständiger Ausschuss zur Lenkung und Koordination in Steuerfragen

Die Höhere Schule für Wirtschaft und Finanzen (Scuola Superiore dell’Economia e delle Finanze) wurde 2014 in ihrer bisherigen Form aufgelöst und als Fachbereich von der Scuola Nazionale dell’Amministrazione übernommen.

### Finanzpolizei
Das Ministerium verfügt über eine eigene, militärisch organisierte Finanzpolizei, die Guardia di Finanza. Ihre Hauptaufgabe ist die Verhütung und Verfolgung von Verstößen gegen Steuer-, Abgaben- und Zollgesetze.

### Finanzgerichtsbarkeit
Beim Ministerium besteht ein autonom verwalteter „Präsidialrat der Steuerjustiz“ (Consiglio di presidenza della giustizia tributaria). Es handelt sich um ein Selbstverwaltungsorgan der Finanzgerichtsbarkeit, das nach dem Modell des Selbstverwaltungsorganes der Richter und Staatsanwälte (Consiglio Superiore della Magistratura) der allgemeinen Gerichtsbarkeit eingerichtet wurde. Organisatorische Angelegenheiten der Finanzgerichtsbarkeit übernimmt die zuständige Hauptabteilung des Ministeriums. Finanzgerichte gibt es auf der Ebene der Provinzen (Corte di giustizia tributaria di primo grado) und, zweitinstanzlich, der Regionen (Corte di giustizia tributaria di secondo grado). Unter besonderen Umständen prüft schließlich das Kassationsgericht in Rom Urteile auf Rechtsfehler. Die Finanzrichter werden vom Selbstverwaltungsorgan der Finanzgerichtsbarkeit ausgewählt und dann formal auf Vorschlag des Finanzministers vom Staatspräsidenten ernannt.

## Staatsbeteiligungen
Das Ministerium ist über seine Hauptabteilung für Wirtschaft zuständig für die Beteiligungen des italienischen Staates an Wirtschaftsunternehmen und für Privatisierungen. Der italienische Staat ist direkt beteiligt an folgenden Unternehmen und Einrichtungen, die zum Teil selbst weitere Beteiligungen halten (Stand Januar 2009):
- Agenzia nazionale per l’attrazione d’investimenti e lo sviluppo d’impresa (Invitalia; Agentur zur Förderung von Wirtschaftsunternehmen und Investitionen im Inland) – 100 %
- Arte Cultura e Spettacolo (Arcus; Träger diverser Kultureinrichtungen und -veranstaltungen) – 100 %
- Azienda Nazionale Autonoma delle Strade (ANAS; Straßenbetriebsgesellschaft) – 100 %
- Cassa Depositi e Prestiti (Finanzinstitut) – 70 %
- Cinecittà Holding (Filmstudio) – 100 %
- Coni Servizi (Nationales Olympisches Komitee Italiens) – 100 %
- Concessionaria Servizi Assicurativi Pubblici (Consap; Versicherungsdienstleistungen für den öffentlichen Sektor) – 100 %
- Concessionaria Servizi Informativi Pubblici (Consip; IT-Beratung und Dienstleistungen für den öffentlichen Sektor) – 100 %
- ENAV (ehemals Ente Nazionale per l’Assistenza al Volo; italienische Flugsicherung) – 55 %
- Enel (ehemals Ente Nazionale per l’Energia Elettrica; Stromkonzern) – 21,10 %
- Eni (ehemals Ente Nazionale Idrocarburi; Mineralölkonzern) – 20,31 %
- EUR (Immobiliengesellschaft für das Gelände der Esposizione Universale di Roma) – 90 %
- Fintecna (Fintecna Finanziaria per i Settori Industriale e dei Servizi; Finanzierungen und Privatisierungen im Industriebereich) – 100 %
- Ferrovie dello Stato (FS; Eisenbahngesellschaft) – 100 %
- Gestore Servizi Elettrici (GSE; Energiedienstleister, Stromnetzbetreiber) – 100 %
- ITA Airways – 59 % (Verkauf an Lufthansa Group vorgesehen)
- Italia Lavoro (Arbeitsagentur) – 100 %
- Istituto Poligrafico e Zecca dello Stato (IPZS; Staatsdruckerei und Münzprägeanstalt der Italienischen Republik) – 100 %
- Leonardo (ehemals Finmeccanica; Rüstung, Luftfahrt- und Raumfahrt) – 30,20 %
- Poste Italiane (Italienische Post) – 65 %
- Radiotelevisione Italiana (RAI; Rundfunkgesellschaft) – 99,56 %
- SACE (Servizi Assicurativi del Commercio Estero; Exportkreditversicherungen) – 100 %
- Società di Gestione Expo Milano 2015 (Gesellschaft zur Ausrichtung der Weltausstellung Expo 2015 in Mailand) – 40 %
- Mefop (Società per lo Sviluppo del Mercato dei Fondi Pensione; Gesellschaft zur Entwicklung des Pensionsfondsmarktes) – 55,08 %
- Sicot (Sistemi di Consulenza per il Tesoro; Finanzberatung für den Staatshaushalt) – 100 %
- Sogei (Società Generale d’Informatica; IT-Dienstleister der öffentlichen Verwaltung) – 100 %
- Sogesid (Società Gestione Impianti Idrici; Gesellschaft für nachhaltige Entwicklung, insbesondere des Wasser- und Abwassermanagements in Süditalien) – 100 %
- SOGIN (Società Gestione Impianti Elettronucleari; Betreibergesellschaft für Kernkraftwerke) – 100 %